# ان‌او ارابه‌ران
ان‌او ارابه‌ران یک ستاره است که در صورت فلکی ارابه‌ران قرار دارد.